# Liste de films japonais sortis en 1968
Cette page présente une liste (non exhaustive) de films japonais sortis en 1968.

## 1968
| Titre                                | Réalisateur       | Distribution          | Genre                    | Date de sortie   | Notes                                                   |
| ------------------------------------ | ----------------- | --------------------- | ------------------------ | ---------------- | ------------------------------------------------------- |
| Absolutely Secret: Girl Torture (en) | Kiyoshi Komori    | Naomi Tani            | Pinku eiga               | avril 1968       |                                                         |
| La Pendaison                         | Nagisa Ōshima     |                       | Comédie dramatique       | 2 février 1968   |                                                         |
| Les envahisseurs attaquent           | Ishirō Honda      | Akira Kubo Jun Tazaki | Science-fiction          | 1er août 1968    |                                                         |
| Kaburitsuki jinsei                   | Tatsumi Kumashiro | Hatsue Tonooka        |                          |                  | Premier film de Kumashiro                               |
| Gamera contre Viras                  | Noriaki Yuasa     | Kojiro Hongo          | Science-fiction          | 20 mars 1968     |                                                         |
| Kyuketsuki Gokemidor                 | Hajime Sato       |                       | Science-fiction, Horreur |                  |                                                         |
| Hatsukoi Jigokuhen                   | Susumu Hani       |                       |                          |                  | Présenté à la 18e édition du festival du film de Berlin |
| La Jeunesse du Japon                 | Masaki Kobayashi  |                       |                          |                  | Présenté à la 22e édition du festival de Cannes         |
| Kill, la Forteresse des samouraïs    | Kihachi Okamoto   | Yoshio Tsuchiya       | Chanbara                 | 22 juin 1968     |                                                         |
| Kuroneko                             | Kaneto Shindō     |                       | Horreur                  | 24 février 1968  |                                                         |
| Hatsukoi Jigokuhen                   | Susumu Hani       |                       | Film d'amour             |                  |                                                         |
| Profonds désirs des dieux            | Shōhei Imamura    | Rentarō Mikuni        |                          | 22 novembre 1968 |                                                         |
| Tokugawa onna keibatsu-shi           | Teruo Ishii       | Yuki Kagawa           | Ero guro                 |                  |                                                         |
| Ukiyoe Zankoku monogatari            | Tetsuji Takechi   | Noriko Tatsumi        | Pinku eiga               |                  |                                                         |

## Source de la traduction
- (en) Cet article est partiellement ou en totalité issu de l’article de Wikipédia en anglais intitulé « List of Japanese films of 1968 » (voir la liste des auteurs).